# Nauroy
Nauroy és un municipi francès situat al departament de l'Aisne i a la regió dels Alts de França. L'any 2007 tenia 683 habitants.

## Demografia

### Població
El 2007 la població de fet de Nauroy era de 683 persones. Hi havia 268 famílies de les quals 76 eren unipersonals (20 homes vivint sols i 56 dones vivint soles), 92 parelles sense fills, 92 parelles amb fills i 8 famílies monoparentals amb fills.
La població ha evolucionat segons el següent gràfic:
Habitants censats

### Habitatges
El 2007 hi havia 300 habitatges, 273 eren l'habitatge principal de la família, 7 eren segones residències i 20 estaven desocupats. 299 eren cases i 1 era un apartament. Dels 273 habitatges principals, 218 estaven ocupats pels seus propietaris, 49 estaven llogats i ocupats pels llogaters i 6 estaven cedits a títol gratuït; 8 tenien dues cambres, 41 en tenien tres, 88 en tenien quatre i 136 en tenien cinc o més. 194 habitatges disposaven pel capbaix d'una plaça de pàrquing. A 110 habitatges hi havia un automòbil i a 122 n'hi havia dos o més.

### Piràmide de població
La piràmide de població per edats i sexe el 2009 era:
| Homes | Edats   | Dones |
| ----- | ------- | ----- |
| 0     | 95 o +  | 4     |
| 0     | 90 a 94 | 0     |
| 4     | 85 a 89 | 4     |
| 4     | 80 a 84 | 16    |
| 16    | 75 a 79 | 16    |
| 16    | 70 a 74 | 16    |
| 8     | 65 a 69 | 24    |
| 8     | 60 a 64 | 12    |
| 28    | 55 a 59 | 12    |
| 32    | 50 a 54 | 24    |
| 24    | 45 a 49 | 32    |
| 12    | 40 a 44 | 12    |
| 16    | 35 a 39 | 36    |
| 12    | 30 a 34 | 8     |
| 28    | 25 a 29 | 12    |
| 28    | 20 a 24 | 20    |
| 24    | 15 a 19 | 40    |
| 44    | 10 a 14 | 28    |
| 8     | 5 a 9   | 8     |
| 28    | 0 a 4   | 28    |

## Economia
El 2007 la població en edat de treballar era de 446 persones, 321 eren actives i 125 eren inactives. De les 321 persones actives 274 estaven ocupades (152 homes i 122 dones) i 47 estaven aturades (24 homes i 23 dones). De les 125 persones inactives 41 estaven jubilades, 37 estaven estudiant i 47 estaven classificades com a «altres inactius».

### Ingressos
El 2009 a Nauroy hi havia 274 unitats fiscals que integraven 712 persones, la mediana anual d'ingressos fiscals per persona era de 15.979,5 €.

### Activitats econòmiques
Dels 21 establiments que hi havia el 2007, 2 eren d'empreses extractives, 1 d'una empresa de fabricació de material elèctric, 2 d'empreses de fabricació d'altres productes industrials, 2 d'empreses de construcció, 1 d'una empresa de comerç i reparació d'automòbils, 1 d'una empresa de transport, 1 d'una empresa financera, 2 d'empreses de serveis, 7 d'entitats de l'administració pública i 2 d'empreses classificades com a «altres activitats de serveis».
Dels 5 establiments de servei als particulars que hi havia el 2009, 1 era una oficina de correu, 1 lampisteria, 1 empresa de construcció i 2 salons de bellesa.
L'any 2000 a Nauroy hi havia 6 explotacions agrícoles.

## Equipaments sanitaris i escolars
El 2009 hi havia una escola elemental.

## Poblacions més properes
El següent diagrama mostra les poblacions més properes.